# Václav Prospal
Václav Prospal, dit Vinny Prospal, (né le 17 février 1975 à České Budějovice en Tchécoslovaquie) est un joueur professionnel tchèque de hockey sur glace.

## Carrière de joueur
Formé au HC České Budějovice, il a été repêché par les Flyers de Philadelphie au 3e tour du repêchage d'entrée dans la LNH 1993, en 71e position au total. Il part en Amérique du Nord en 1993 et est assigné aux Bears de Hershey de la ligue américaine. En 1996-1997, il débute dans la Ligue nationale de hockey avec les Flyers. Il a ensuite joué avec les Sénateurs d'Ottawa, les Panthers de la Floride, le Lightning de Tampa Bay, les Mighty Ducks d'Anaheim. Durant le lock-out 2004-2005 de la LNH, il retourne jouer au HC České Budějovice dans la 1.liga. En 2005-2006, il est de retour avec le Lightning. Courant 2007-2008, il est échangé aux Flyers en retour d'Alexandre Picard et d'un choix de troisième ronde en 2009. Le 16 août 2009, il signe un contrat d'un an avec les Rangers de New York.

## Carrière internationale
Il a participé avec l'équipe nationale tchèque aux Championnats du monde, remportant l'or en 2000 et en 2005 et aux Jeux olympiques d'hiver de 2006 à Turin, remportant la médaille de bronze.

## Trophées et honneurs personnels
- Ligue américaine de hockey
  - 1996-1997 : élu dans la seconde équipe d'étoiles.
- 1.liga
  - 2004-2005 : meilleur pointeur, meilleur passeur, meilleur +/- de la saison régulière.
  - 2004-2005 : meilleur pointeur, meilleur buteur des séries éliminatoires.

## Statistiques

### En club
| Saison     | Équipe                   | Ligue      |       | Saison régulière | Saison régulière | Saison régulière | Saison régulière | Saison régulière |    | Séries éliminatoires | Séries éliminatoires | Séries éliminatoires | Séries éliminatoires | Séries éliminatoires |
| Saison     | Équipe                   | Ligue      | PJ    | B                | A                | Pts              | Pun              | PJ               | B  | A                    | Pts                  | Pun                  |                      |                      |
| 1993-1994  | Bears de Hershey         | LAH        | 68    | 15               | 36               | 51               | 59               | 5                | 2  | 4                    | 6                    | 2                    |                      |                      |
| 1994-1995  | Bears de Hershey         | LAH        | 69    | 13               | 32               | 45               | 36               | 2                | 1  | 0                    | 1                    | 4                    |                      |                      |
| 1995-1996  | Bears de Hershey         | LAH        | 68    | 15               | 36               | 51               | 59               | 5                | 2  | 4                    | 6                    | 2                    |                      |                      |
| 1996-1997  | Phantoms de Philadelphie | LAH        | 63    | 32               | 63               | 95               | 70               | -                | -  | -                    | -                    | -                    |                      |                      |
| 1996-1997  | Flyers de Philadelphie   | LNH        | 18    | 5                | 10               | 15               | 4                | 5                | 1  | 3                    | 4                    | 4                    |                      |                      |
| 1997-1998  | Flyers de Philadelphie   | LNH        | 41    | 5                | 13               | 18               | 17               | -                | -  | -                    | -                    | -                    |                      |                      |
| 1997-1998  | Sénateurs d'Ottawa       | LNH        | 15    | 1                | 6                | 7                | 4                | 6                | 0  | 0                    | 0                    | 0                    |                      |                      |
| 1998-1999  | Sénateurs d'Ottawa       | LNH        | 79    | 10               | 26               | 36               | 58               | 4                | 0  | 0                    | 0                    | 0                    |                      |                      |
| 1999-2000  | Sénateurs d'Ottawa       | LNH        | 79    | 22               | 33               | 55               | 40               | 6                | 0  | 4                    | 4                    | 4                    |                      |                      |
| 2000-2001  | Sénateurs d'Ottawa       | LNH        | 40    | 1                | 12               | 13               | 12               | -                | -  | -                    | -                    | -                    |                      |                      |
| 2000-2001  | Panthers de la Floride   | LNH        | 34    | 4                | 12               | 16               | 10               | -                | -  | -                    | -                    | -                    |                      |                      |
| 2001-2002  | Lightning de Tampa Bay   | LNH        | 81    | 18               | 37               | 55               | 38               | -                | -  | -                    | -                    | -                    |                      |                      |
| 2002-2003  | Lightning de Tampa Bay   | LNH        | 80    | 22               | 57               | 79               | 53               | 11               | 4  | 2                    | 6                    | 8                    |                      |                      |
| 2003-2004  | Mighty Ducks d'Anaheim   | LNH        | 82    | 19               | 35               | 54               | 54               | -                | -  | -                    | -                    | -                    |                      |                      |
| 2004-2005  | HC České Budějovice      | 1.liga     | 39    | 28               | 60               | 88               | 82               | 16               | 15 | 15                   | 30                   | 32                   |                      |                      |
| 2005-2006  | Lightning de Tampa Bay   | LNH        | 81    | 25               | 55               | 80               | 50               | 5                | 0  | 2                    | 2                    | 0                    |                      |                      |
| 2006-2007  | Lightning de Tampa Bay   | LNH        | 82    | 14               | 41               | 55               | 36               | 6                | 1  | 4                    | 5                    | 4                    |                      |                      |
| 2007-2008  | Lightning de Tampa Bay   | LNH        | 62    | 29               | 28               | 57               | 39               | -                | -  | -                    | -                    | -                    |                      |                      |
| 2007-2008  | Flyers de Philadelphie   | LNH        | 18    | 4                | 10               | 14               | 6                | 17               | 3  | 10                   | 13                   | 6                    |                      |                      |
| 2008-2009  | Lightning de Tampa Bay   | LNH        | 82    | 19               | 26               | 45               | 52               | -                | -  | -                    | -                    | -                    |                      |                      |
| 2009-2010  | Rangers de New York      | LNH        | 75    | 20               | 38               | 58               | 32               | -                | -  | -                    | -                    | -                    |                      |                      |
| 2010-2011  | Rangers de New York      | LNH        | 29    | 9                | 14               | 23               | 8                | 5                | 1  | 0                    | 1                    | 0                    |                      |                      |
| 2011-2012  | Blue Jackets de Columbus | LNH        | 82    | 16               | 39               | 55               | 36               | -                | -  | -                    | -                    | -                    |                      |                      |
| 2012-2013  | HC České Budějovice      | Extraliga  | 19    | 9                | 14               | 23               | 46               | -                | -  | -                    | -                    | -                    |                      |                      |
| 2012-2013  | Blue Jackets de Columbus | LNH        | 48    | 12               | 18               | 30               | 32               |                  |    |                      |                      |                      |                      |                      |
| Totaux LNH | Totaux LNH               | Totaux LNH | 1 108 | 255              | 510              | 765              | 581              | 65               | 10 | 25                   | 35                   | 26                   |                      |                      |